# Reciblage publicitaire
Dans le domaine de la publicité en ligne, le reciblage publicitaire (ou behavio(u)ral retargeting, behavio(u)ral search retargeting ou plus simplement retargeting pour les anglophones) consiste à afficher des messages publicitaires sous forme de bannières sur des sites web après qu’un internaute a fait preuve d’un intérêt particulier pour un produit sur un autre site, ce qui nécessite de le suivre (au moyen de cookies et autres trackers controversés),.

## Techniques de reciblage
Le « reciblage publicitaire » est théoriquement un ensemble de techniques comprenant :
- le « reciblage site »[4], qui permet à un site web annonceur de retrouver ses visiteurs qui ne se sont pas transformés en acheteurs,
- le « reciblage mots clés »[5], qui permet de retrouver ses visiteurs provenant des liens commerciaux (achat de mots clés),
- le « reciblage créations », qui permet de retrouver ses visiteurs déjà exposés à une campagne ou une création publicitaire.

## Principe
Le site de l’annonceur met en place un système de marquage avec pixels qui utilise un cookie pour retrouver les individus surfant sur le Web. Cela permet par la suite d'envoyer des messages publicitaires aux internautes concernés lorsqu'ils naviguent sur d'autres sites web.
Les internautes peuvent également être recontactés par une relance plus personnalisée (e-mail, sms...) s'il est présent dans la base de données du site web.

## Exemples
Un internaute visite un site A de vente de produits informatiques sur lequel il consulte des claviers sans fil, puis quitte ce site A sans concrétiser son achat. Lorsqu'il va visiter un site B, les affichages publicitaires seront adaptés à son centre d’intérêt et lui proposeront une publicité du site A avec des visuels de claviers sans fil.
Le reciblage permet également de proposer des produits complémentaires. Par exemple, après avoir acheté un appareil photo sur le site A, le site B me proposera une publicité du site A montrant des housses pour appareils photos.